# Milsper Straße 14 (Badehaus)

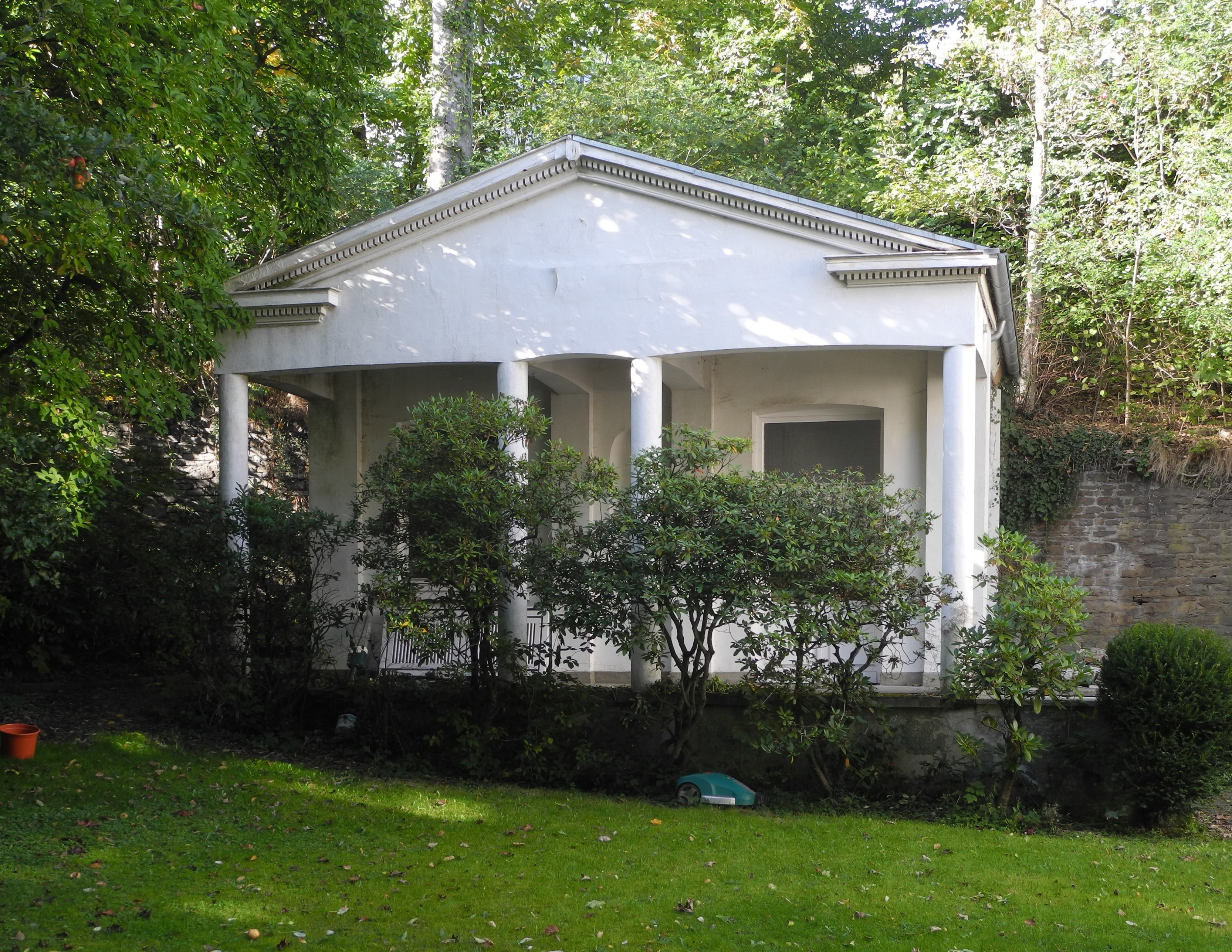

Das Badehaus Milsper Straße 14 ist ein denkmalgeschütztes Badehaus im Ennepetaler Ortsteil Voerde. Es gehört zu der ebenfalls denkmalgeschützten Villa Milsper Straße 14.

## Beschreibung
Das Badehaus wurde im gleichen klassizistischen Stil wie das Haupthaus errichtet. Der Putzbau ist eingeschossig und besitzt ein schiefergedecktes Satteldach mit flacher Neigung. Ein Vorbau mit vier Säulen besitzt einen Giebel mit schmalem Putzgesims mit Zahnschnittfries. 